# Ambi Pur
Ambi Pur és una marca d'ambientador propietat de per Procter & Gamble. Aparegué l'any 1958 a Espanya de la mà de l'empresa catalana Cruz Verde. Es ven arreu del món.

## Història
El primer producte Ambi-Pur fou llançat el 1958 a Espanya per Cruz Verde. El 1984, l'Empresa Sara Lee Corporation va adquirir Cruz Verde. Fou la primera marca per llançar un endoll amb líquid ambientador.
L'11 de desembre de 2009, Procter & Gamble va anunciar que adquiriria el negoci d'ambientadors Ambi-Pur fent la compra a Sara Lee per 320 € milions d'euros.